# NGC 4296
NGC 4296 est une galaxie lenticulaire située dans la constellation de la Vierge. NGC 4296 a été découverte par l'astronome britannique William Herschel en 1784.

## Caractéristiques

### Distance
Sa vitesse par rapport au fond diffus cosmologique est de 4 571 ± 27 km/s, ce qui correspond à une distance de Hubble de 67,4 ± 4,7 Mpc (∼220 millions d'al).
Bien qu'elle n'apparaisse dans aucun groupe de galaxies des sources consultées, la désignation VCC 475 indique que NGC 4296 devrait faire partie de l'amas de la Vierge. Mais, puisqu'elle est située à une distance de plus de 220 Mal, elle ne fait sans doute pas partie de cet amas dont les galaxies les plus lointaines, celles du groupe de NGC 4235, sont situées à moins de 150 Mal de la Voie lactée.